# موجی از نقص عضو: بهترین‌های پیکسیز
موجی از نقص عضو: بهترین‌های پیکسیز (به انگلیسی: Wave of Mutilation: Best of Pixies) یک آلبوم گردآوری‌شده از گروه آلترنیتیو راک امریکایی، پیکسیز است. این آلبوم در ۳ مه ۲۰۰۴ در بریتانیا منتشر شد و روز بعد هم در امریکا در کنار یک DVD که حاوی اجرای زنده گروه، ویدیوهای تبلیغاتی و دو فیلم مستند بود، منتشر شد. نسخه‌های اولیه این آلبوم، یک اشکال در ترانهٔ «Hey» داشتند که در این ترک، فریادی که بلک فرانسیس با آن ترانه را آغاز می‌کند، وجود نداشت.